# Neuhofen im Innkreis
Neuhofen im Innkreis è un comune austriaco di 2 360 abitanti nel distretto di Ried im Innkreis, in Alta Austria.